# Mazda L (двигатель)
Mazda L — рядные четырёхцилиндровые бензиновые двигатели внутреннего сгорания объёмом 1,8—2,5 л, выпускаемые компанией Mazda с 2001 года.

## 1,8 л (L8-DE, L8-VE)
- Объём: 1,8 л (1798 см3)
- Диаметр цилиндра: 83 мм
- Ход поршня: 83,1 мм
- Степень сжатия: 10,8:1
- Мощность: 92 кВт (125 л. с.) при 6000 об/мин
- Крутящий момент: 165 Н⋅м при 4250—4500 об/мин

## 2,0 л (LF-DE, LF-VE, LF-VD)
- Объём: 2,0 л (1999 см3)[1][2]
- Диаметр цилиндра: 87,5 мм
- Ход поршня: 83,1 мм
- Степень сжатия: 10,0:1
- Мощность: 101—107 кВт (136 л. с.) при 6000 об/мин
- Крутящий момент: 175—185 Н⋅м при 4000—4500 об/мин[3]

## 2,3 л (L3-VE, L3-NS, L3-DE)
- Объём: 2,3 л (2261 см3)[4]
- Диаметр цилиндра: 87,5 мм
- Ход поршня: 94 мм
- Мощность: 122 кВт (164 л. с.) при 6000 об/мин
- Крутящий момент: 195 Н⋅м при 4000—4500 об/мин[5]

### 23NS
| 2001—2003 Ranger 2.3L Duratec                                                                               | 2004+ Ranger 2.3L Duratec                                                     |
| --- | ----------------------------------------------------------------------------- |
| 101 кВт (135 л. с.) при 5050 об/мин                                                                         | 107 кВт (143 л. с.) при 5250 об/мин                                           |
| 207 Н⋅м при 3750 об/мин                                                                                     | 209 Н⋅м при 3750 об/мин                                                       |
| управление направляющей впускного коллектора/управление завихрением                                         | нет IMRC/контроля завихрения                                                  |
| Корпус MAF представляет собой отдельную деталь от крышки воздушного отсека (с датчиком MAF старого образца) | Корпус MAF встроен в крышку воздушного отсека (с датчиком MAF нового образца) |
| Термостат с электрическим подогревом                                                                        | Обычный термостат                                                             |
| J1850PWM (протокол OBD-II)                                                                                  | Протокол CAN OBD-II (2007—2011)                                               |

## 2,3 л DISI Turbo (L3-VDT)
- Объём: 2,3 л (2261 см3)[6]
- Диаметр цилиндра: 87,5 мм
- Ход поршня: 94 мм
- Мощность: 196 кВт (263 л. с.) при 5500 об/мин
- Крутящий момент: 380 Н⋅м при 3000 об/мин

## 2,5 л (L5-VE)
- Объём: 2,5 л (2488 см3)
- Диаметр цилиндра: 89 мм
- Ход поршня: 100 мм
- Степень сжатия: 9,7:1
- Мощность: 125—130 кВт (168—175 л. с.) при 6000 об/мин
- Крутящий момент: 226—233 Н⋅м при 4000—4500 об/мин

## MZR-R
MZR-R является «гоночной» версией Mazda L. Двигатель был разработан в 2006 году при соглашении с Advanced Engine Research (AER). Объём составляет 2,0 литра, количество цилиндров — 4. Двигатель является заменой R20B.